# Volker ter Meulen
Volker ter Meulen (* 17. Dezember 1933 in Osnabrück) ist ein deutscher Mediziner. Er war von 2003 bis 2010 Präsident der Deutschen Akademie der Naturforscher Leopoldina – Nationale Akademie der Wissenschaften und ist durch Pionierarbeiten in der Neurovirologie bekannt.

## Leben
Volker ter Meulen absolvierte von 1955 bis 1960 sein Medizinstudium an den Universitäten Münster, Innsbruck, Kiel und Göttingen und promovierte 1960 an der Universität Göttingen. Von 1961 bis 1963 war er Medizinalassistent in der Gynäkologie, Chirurgie, Inneren Medizin und Dermatologie. Von 1963 bis 1965 war Volker ter Meulen als Arzt am Children’s Hospital in Philadelphia, USA, bevor er sich 1968 an der Universität Göttingen habilitierte. Eine einjährige Gastprofessur an der University of California, Berkeley folgte 1969. Schließlich erfolgte 1975 ein Ruf an die Julius-Maximilians-Universität Würzburg, wo er als ordentlicher Professor für klinische Virologie und Immunologie lehrte und forschte. Von 1975 bis 2003 war er Mitglied des Vorstands des Instituts für Virologie und Immunbiologie der Julius-Maximilians-Universität Würzburg. Außerdem war er von 2007 bis 2010 Präsident des European Academies’ Science Advisory Council (EASAC).
1984 wurde Volker ter Meulen als Mitglied der Deutschen Akademie der Naturforscher Leopoldina aufgenommen und dort schließlich am 13. Februar 2003 als Nachfolger von Benno Parthier zum Präsidenten der Leopoldina gewählt. Seit 2010 ist er Altpräsident. 2013 übernahm er für drei Jahre die Position eines der beiden Vorsitzenden des Inter-Academy Panel, eines Zusammenschlusses von weltweit mehr als 100 Wissenschaftsakademien – darunter die Leopoldina.
In seinen wissenschaftlichen Forschungen beschäftigte er sich vor allem mit der Pathogenese und Immunreaktion von viralen Infektionen des Zentralnervensystems. Dabei befasste er sich vor allem mit Masernviren, sowie auch mit Coronaviren und den SI-Viren (und mit den neuronalen Auswirkungen einer Infektion mit Aidsviren beim Menschen). Er identifizierte den Masernerreger als Urheber der Subakuten sklerosierenden Panenzephalitis (SSPE) und der Einschlusskörperchen-Enzephalitis (MIBE). Er entwickelte ein Rattenmodell zum Studium viraler Entzündungserkrankungen des Nervensystems und wies durch seine Untersuchungen erstmals nach, dass Viren Autoimmunerkrankungen auslösen können. Mit seinen Mitarbeitern konnte er auch die molekularen Mechanismen, mit denen das Masernvirus das Immunsystem hemmt, aufklären (das Hüllprotein des Virus, das bei der Vermehrung auf der Wirtszelloberfläche exprimiert wird, hemmt benachbarte T-Lymphozyten).
Er tat sich auch auf dem Gebiet der Wissenschaftspolitik hervor und setzte sich etwa für eine Förderung der Prionforschung ein. Er sitzt im Vorstand des Bayerischen Forschungsverbundes Prionen.

## Auszeichnungen und Ehrungen
- 1984 – Mitglied der Deutschen Akademie der Naturforscher Leopoldina[3]
- 1985 – Aronson-Preis des Senats von Berlin
- 1990 – Mitglied der Akademie gemeinnütziger Wissenschaften zu Erfurt
- 1992 – Max-Planck-Forschungspreis gemeinsam mit Opendra Narayan, Johns Hopkins University
- 1992 – Verdienstkreuz am Bande des Verdienstordens der Bundesrepublik Deutschland
- 1992 – Ordentliches Mitglied der Academia Europaea
- 1994 – Robert Pfleger-Forschungspreis gemeinsam mit Klaus Rajewsky
- 2000 – Emil-von-Behring-Preis der Universität Marburg
- 2000 – Bayerischer Verdienstorden
- 2000 – Pioneer Award der International Society of NeuroVirology
- 2002 – Deutscher AIDS-Preis der Asmann-Stiftung (Düsseldorf)
- 2002 – Ehrenmitglied der Società Italiana di Virologia
- 2003 – Ernst-Jung-Medaille für Medizin in Gold
- 2003 – Pro Meritis Scientiae et Litterarum verliehen durch das Bayerische Staatsministerium für Wissenschaft, Forschung und Kunst
- 2006 – Bayerischer Maximiliansorden für Wissenschaft und Kunst
- 2006 – Bene Merenti in Gold, Julius-Maximilians-Universität Würzburg
- 2008 – Großes Bundesverdienstkreuz
- 2008 – Ehrendoktorwürde der Universität Freiburg
- 2009 – Franz-von-Rinecker-Medaille in Gold der Medizinischen Fakultät der Universität Würzburg
- 2009 – Robert-Koch-Medaille in Gold
- 2009 – Aufnahme in die American Academy of Arts and Sciences
- 2010 – Ehrenmitglied der Leopoldina
- 2011 – Ehrenmitgliedschaft der deutschen Gesellschaft für Virologie
- 2011 – Ehrenbecher der Stadt Halle[4], Silberne Stadtplakette der Stadt Würzburg
- 2018 – Verdienstorden des Landes Sachsen-Anhalt[5]
- 2018 – Ehrendoktorat der Charité[6]